# Dom (berg)
Dom är ett 4 545 meter högt berg i Mischabelbergen, Alperna. Det är det högsta berget som enbart ligger i Schweiz (Dufourspitze är högst men gränsar till Italien). Berget ligger väster om Saas-Fee och öster om Randa i kantonen Valais.
Den första bestigningen gjordes den 11 september 1858 av J. L. Davies med guiderna Johann Zumtaugwald, Johann Krönig och Hieronymous Brantschen.
Bergets namn har kommit till efter det tyska ordet 'Dom' som betyder katedral. Berget är namngivet efter Canon Berchtold av Sitten katedralen, den första personen att kartlägga området.